# Mocis bahamica
Mocis bahamica  là một loài bướm đêm thuộc họ Erebidae. Nó được tìm thấy ở Bahamas.